# 조정주
조정주는 대한민국의 텔레비전 드라마 작가이다. 

## 드라마
- 2007년 KBS2 드라마시티 《쉿! 거기, 천사》 ... 집필
- 2009년 KBS2 수목 미니시리즈 《파트너》 ... 집필
- 2011년 KBS2 수목 특별기획 드라마 《공주의 남자》 ... 집필
- 2012년 ~ 2013년 KBS1 저녁 일일연속극 《힘내요 미스터 김》 ... 집필
- 2018년 KBS2 월화 미니시리즈 《너도 인간이니?》 ... 집필
- 2023년 KBS2 주말드라마 《진짜가 나타났다!》 ... 집필

## 저서
- 2011년 대본집 《공주의 남자 Ⅰ, Ⅱ, Ⅲ》 ... 집필
- 2018년 대본집 《너도 인간이니? Ⅰ, Ⅱ》 ... 집필